# Джордж Уоллес (фильм)

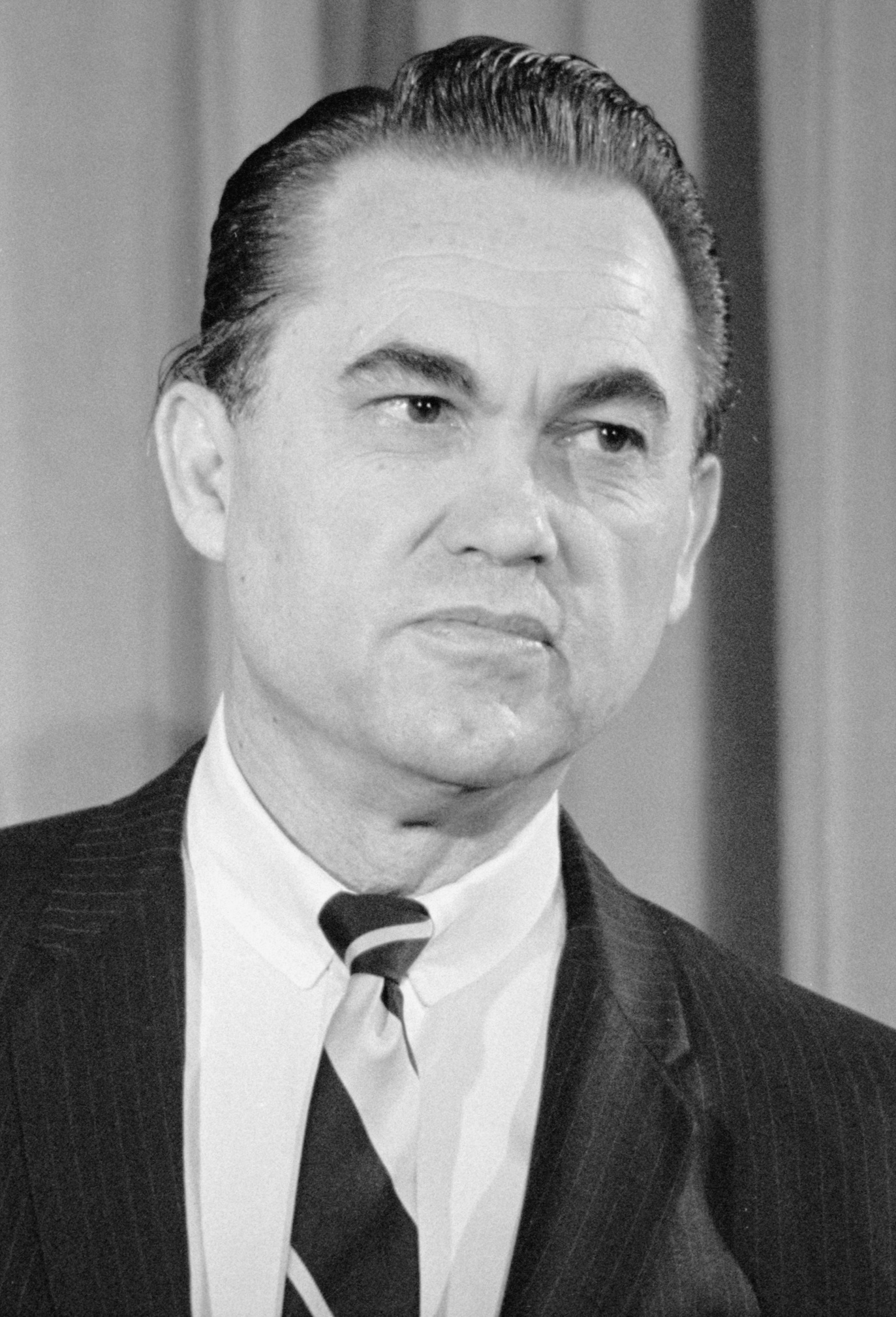
Джордж Уоллес в 1968 году

«Джордж Уоллес» (англ. George Wallace) — биографический драматический американский телевизионный фильм (мини-сериал) 1997 года о губернаторе американского штата Алабама Джордже Уоллесе. По биографии «Wallace: The Classic Portrait of Alabama Governor George Wallace», написанной годом ранее Маршаллом Фрэди.

## Сюжет
Фильм рассказывает об известном американском политике Джордже Уоллесе (1919—1998). Лента охватывает период его жизни с середины 1950-х до середины 1970-х годов. Особое внимание уделено его расистским взглядам, которые в Алабаме в то время были по душе многим белым американцам; его попытке запретить обучение чернокожим студентам в Алабамском университете (т. н. «Инцидент на входе в Университет Алабамы»); его баллотированию в президенты в 1968 году (3-е место, 13,5 % голосов).

## В ролях
- Гэри Синиз — Джордж Уоллес, губернатор Алабамы (1963—1967, 1971—1979 и 1983—1987), кандидат в Президенты (1968)
- Мэр Уиннингэм — Лёрлин Уоллес, первая жена Джорджа, губернатор Алабамы в 1967—1968 гг.
- Анджелина Джоли — Корнелия Уоллес, вторая жена Джорджа
- Марк Вэлли — Роберт Кеннеди, министр юстиции (1961—1963), генеральный прокурор (1963—1964), сенатор от штата Нью-Йорк (1964—1968), кандидат в Президенты (1968)
- Джо Дон Бейкер — Джим Фолсом, губернатор Алабамы в 1947—1951 и 1955—1959 гг.
- Кэтрин Эрбе — жена Джима
- Кларенс Уильям-третий — Арчи
- Терри Кинни — Билли Уотсон
- Уильям Сандерсон — Ти. Уай. Одам
- Марк Ролстон — Рики Брикл
- Скипп Саддат — Эл Линго
- Стив Гаррис — Нил

## Факты
- Фильм был снят в Калифорнии[2], так как губернатор Алабамы (на тот момент) Фоб Джеймс запретил снимать этот фильм в своём штате[3].
- В тот вечер, когда Гэри Синиз получал «Эмми» за исполнение роли Уоллеса, сам Джордж Уоллес скончался от сердечного приступа в возрасте 79 лет[3].
- Попытка запретить чернокожим студентам обучение в Алабамском университете и покушение также показаны в фильме «Форрест Гамп».

## Награды и номинации
В 1997—1998 годах фильм получил 17 кинонаград (в том числе 2 «Золотых глобуса») и номинировался ещё на 20.